# ゆめの底
『ゆめの底』は岩岡ヒサエによるファンタジー漫画。（宙出版）。2005年12月22日発行、全1巻。

## 概要
本作品は、岩岡ヒサエ同人作家時代の同人誌、「ゆめの底」「ゆめの中」「ゆめの途中」「ゆめの終わり」からなる4部作として発表される。その後、大幅に加筆・修正・書き下ろしが加えられ商業誌発売に至る。2006年度（第10回）文化庁メディア芸術祭審査委員推薦作品。

## あらすじ
いつものように眠りにつく少女、夢の中で迷い込んだのは一軒のコンビニだった。犬の店長、サトル、夢を配る配達夫たち…夢の世界での不思議な生活が始まる中で、少女は自分自身の気持ちを見つめ直す。

## 登場人物
女の子
名前は不明。ある日、夢の世界に迷い込み、コンビニで働くようになる。
店長
帽子をかぶった犬。夢の世界のコンビニ店長。
サトル
女の子の幼なじみ。事故により意識不明になり眠り続けている。
配達夫
夢を配る仕事をしている。配達中たまにコンビニに立ち寄る。謎が多い。
サトルの父
ダンディパパ。サトルと一緒に乗っていた自動車で事故にあう。
店長のご主人様
店長と死別。行方がわからない。